# Marta Ptaszyńska
Marta Ptaszyńska   (Varsòvia, 29 de març de 1943) és una compositora, percussionista i pedagoga musical polonesa. És considerada una de les compositores més destacades del seu país i gaudeix de reconeixement internacional dins del camp de la música contemporània de concert. Virtuosa de la percussió i docent reconeguda, ha impartit classes de composició i de percussió en diverses universitats dels Estats Units des de la seua arribada al país l'any 1972.

## Carrera
Al seu país natal, Ptaszyńska va estudiar composició amb Tadeusz Paciorkiewicz i percussions amb Mikołaj Stasiniewicz i Jerzy Zgodziński a l’Acadèmia de Música de Varsòvia i a la de Poznań. El 1968 va obtenir tres títols de Màster en Arts, amb tres lloances: composició, teoria musical i percussió. A principis de la dècada de 1970, va sortir del seu país per primera vegada per viatjar a França i poder continuar els seus estudis de composició a París amb la gran pedagoga musical Nadia Boulanger. Així mateix, va poder estudiar música electrònica a l’ORTF de la capital francesa i seguir classes amb Olivier Messiaen.
El 1972 va viatjar als Estats Units per estudiar percussió a l’Institute of Music de Cleveland, on va aconseguir el diploma i el grau d’Artista. En aquest institut va treballar amb Cloyd Duff, Richard Weiner i Donald Erb. Cal destacar que des del 1970 ha ensenyat composició i percussió, primer al State College de Varsòvia i, posteriorment, a les universitats de Califòrnia (Santa Bàrbara) i d’Indiana.

## Obra
Des de ben petita, Marta Ptaszyńska va mostrar una fascinació natural pel color, tant en la seva dimensió visual com auditiva. Dotada d’una capacitat sinestèsica, ha associat de manera sorprenent els colors amb els sons i viceversa. No obstant això, aquesta no és l’única font creativa de la seva música. Els motius d’inspiració que alimenten la seva obra són amplis i diversos: temes com l’Holocaust o la recerca de la pau entre els éssers humans es manifesten en les seves composicions, al costat de referències al color i a les formes pròpies de la pintura de Paul Gauguin o Modene Duffy. A més ha col·laborat amb altres artistes del seu país, com la lletrista polonesa Agnieszka Osiecka També hi trobem influències de la poesia de Rainer Maria Rilke, Lord Byron o William Shakespeare, i fins i tot dels materials i estructures matemàtiques de la natura.
Així mateix, la seva música està profundament impregnada d’influències compositives característiques del seu temps, com ara l’aleatorisme, l’atonalitat i el sonorisme. En les seves obres, s’observa una exploració constant del terreny pur del timbre. D’altra banda, Ptaszyńska empra tant formes musicals clàssiques —com el rondó, la cantata o les variacions— com estructures menys rígides, com el preludi, la cadenza sola o la improvisació. Segons la pròpia compositora, l’artista ha d’expressar, a través dels sons, allò que habita més profundament en la seva ànima, sense intentar adherir-se forçadament a cap estil ni escola musical.

## Obres

### Obres d'orquestra
| Títol                                         | Data de Composició | Data d'Estrena    | Orquestra                                            | Director/a          | Notes |
| --------------------------------------------- | ------------------ | ----------------- | ---------------------------------------------------- | ------------------- | --- |
| Improvisations                                | (1968)             | 26 Març, 1971     | Cracow Philharmonic Orchestra                        | Renard Czajkowski   | |
| Spectri Sonori                                | (1973)             | 22 Gener, 1974    | Cleveland Orchestra                                  | Matthias Bamert     | |
| Crystallites                                  | (1973–74)          | 24 Gener, 1975    | Pomeranian Philharmonic Orchestra, Bydgoszcz, Poland | Antoni Wit          | Encarregada per la Kościuszko Foundation a Nova Iork |
| Concerto for Percussion Quartet and Orchestra | (1974)             | 10 Octubre, 1974  | Sage City Symphony Orchestra, Bennington, Vermont    | Louis Calabro       | Encarregada per Sage City Symphony Orchestra |
| Conductus – A Ceremonial for Winds            | (1982)             | 18 Març, 1983     | Chicago Symphonic Band, Chicago                      |                     | Per a banda simfònica |
| La Novella D'Inverno (Winter's Tale)          | (1984)             | 5 Maig, 1985      | Polish Chamber Orchestra, Lisbon, Portugal           | Jerzy Maksymiuk     | Per a cordes. Encarregada per i dedicada a Jerzy Maksymiuk i la Polish Chamber Orchestra, va guanyar el segon premiInternational Rostrum of Composers a París, França, el 1986 |
| Concerto for Marimba and Orchestra            | (1985)             | 8 Maig, 1986      | Cracow Radio and TV Symphony Orchestra, Cracow       | Szymon Kawalla      | Dedicada a Keiko Abe. Recordings: CD, Muza Records, Poland, 1991" |
| Charlie's Dream                               | (1988)             |                   |                                                      |                     | Concert per a saxofó i orquestra |
| Ode to Praise All Famous Women                | (1992)             | 22 Març, 1992     | Orlando, Florida Space Coast Philharmonic Orchestra  | Maria Tunicka       | Encarregada pel Florida Space Coast Philharmonic" |
| Fanfare For Peace                             | (1993)             | 18 Novembre, 1994 | Cincinnati, Cincinnati Symphony Orchestra            | Jesús López-Cobos   | Encarregada per Jesús López-Cobos i la Cincinnati Symphony Orchestra |
| Concerto Grosso                               | (1996)             | 26 Gener, 1997    | Sinfonia Varsovia                                    | Lord Yehudi Menuhin | per a dos violins i orquestra de cambra |
| Fanfare in Memoriam Frédéric Chopin           | (1999)             | 12 Juny, 1999     | Polish American Symphony Orchestra                   | Wojciech Niewzol    | |
| Drum of Orfeo – Concerto for Percussion       | (1999–2001)        |                   |                                                      |                     | Escrita i dedicada a Evelyn Glennie |

### Obres vocals i instrumentals
| Títol                                                          | Data de Composició         | Instrumentació                                                                           | Estrena de les Obres | Notes |
| -------------------------------------------------------------- | -------------------------- | ---------------------------------------------------------------------------------------- | --- | --- |
| A Tale of Nightingales                                         | (1968)                     | per a baríton i conjunt de cambra                                                        | | A la poeta K.I. Gałczyński" |
| Vocalise                                                       | (1971)                     | per a veu femenina i vibràfon                                                            | Juliol 18, 1971, Breukelen, Països Baixos | Cornelia van der Horst,soprano; Marta Ptaszyńska, vibràfon.                                                                                      |
| Oscar of Alva opera in 6 scenes                                | (1971–72, revised in 1986) | per a cinc solistes (soprano, mezzo-soprano, tenor, baríton i baix), mig cor i orquestra | Producció televisiva: 1988, Cracow, Poland, Radio i Television polaca. Stanisław Zajączkowski, director, Cracow Radio and TV Orchestra and Chorus, Szymon Kawalla,                                                     | Llibret basat en un poema de Lord Byronescrit per Z. Kopalko.                                                                                    |
| Epigrams                                                       | (1976–77)                  | per a cor de dones, flauta, arpa, piano i percussió                                      | 8 de maig, 1977, Santa Barbara, California, Dorians Choir, Michael Ingham, director | A la poesia grega antiga, dedicada al Dorians Choir de University of California at Santa Barbara"                                                |
| Un Grand Sommeil Noir (A Great Dark Sleep)                     | (1977)                     | per a soprano, flauta i arpa                                                             | 22 de Juny, 1979, Pontino, Italia, XV Festival di Musica Contemporanea | A un poema de Paul Verlaine |
| Die Sonette an Orpheus (Sonnets to Orpheus)                    | (1980–81)                  | per a veu mitjana i orquestra de cambra                                                  | Octubre, 1989, Warsaw, Poland, Sinfonia Varsovia, Jerzy Maksymiuk, director, Ewa Podleś, mezzo-soprano | A un poema de Rainer Maria Rilke |
| Ave Maria                                                      | (1982 version)             | per a quatre veus d'homes, metalls, percussió i orgue                                    | 10 d'octubre, 1982, Boston Cathedral, New England Conservatory New Music Ensemble | Encarregada per S. Moniuszko Musical Society of Boston                                                                                           |
| Ave Maria                                                      | (1987 version)             | per a cor d'homes i orquestra                                                            | 18 d'abril , 1988, Cracòvia, Poland, Polish Radio Symphony Orchestra and Choir | |
| Polish Letters (Listy Polskie)                                 | (1988)                     | per a percussió, piano, quartet de corda, soprano, mezzo-soprano, baríton solista        | 15 de juliol, 1989, Royal Castle in Warsaw, Poland, Warsaw Academy of Music chamber Choir and Instrumental Ensemble, Varsovia String Quartet, Ryszard Zimak, director, VHS recording: Polish TV Poltel, Varsòvia, 1984 | Cantata per commemorar la independència de Polònia. Als poetes polacs i altres d'europeus.                                                       |
| Songs of Despair and Loneliness (Pieśni rozpaczy i samotności) | (1988–89)                  | per a mezzo-soprano i piano                                                              | 3 d'octubre, 1989, Warsaw Philharmonic, Poland, E. Podleś i J. Marchwiński. Gravacions: CD, Muza Records, Poland, 1991                                                                                                 | Poemes de Rilke, Verlaine, Shakespeare, Staff, i Lorca en llengües originals. Encarregada per Jerzy Marchwiński per a Ewa Podleś, contralt       |
| Holocaust Memorial Cantata                                     | (1992)                     | per a tres veus solistes, cor mixte i orquestra                                          | 5 d'abril, 1992, Glencoe, Illinois; Lira Singers; Lucy J. Ding director. Reducció per piano. Recordings: CD, POLYGRAM CD ACCORD, Poland, 1996                                                                          | Al poema de Leslie Woolf Hedley "Chant for All the People on Earth" Encarregada per Lira Singers de Chicago                                      |
| Liquid Light for Mezzosoprano                                  | (1994–1995)                | piano i percussió                                                                        | Warsaw Autumn Festival 25 Novembre, 1997. Patricia Adkins Chiti, mezzo-soprano; Ian Buckle, piano; Marta Ptaszynska, percussió                                                                                         | A la poeta Modene Duffy. Encarregada i escrita per Patricia Adkins Chiti"                                                                        |
| Cantiones Jubilationis                                         | (1995)                     | per a cor de dones i percussió                                                           | 19 de març, 1995, Chicago; The Lira Singers; Lucy Ding, conductor | A la poeta Modene Duffy. Encarregada per Lira Singers de Chicago                                                                                 |
| Silver Echos of Distant Bells                                  | (1995)                     | per a mezzo-soprano i quartet de corda                                                   | 10 de desembre, 1995 a New York a aKościuszko Foundation per Mary Henderson-Stuckey (mezzo-soprano) i el Halycon String Quartet                                                                                        | Als poemes de Lord Tennyson, Laslie Woolf Hedley, Donald Bogan, Krzysztof Koehler i Stanisław Wyspiański; Encarregada per Kosciuszko Foundation" |

### Instrumental and solo works
| Títol                                          | Data de Composició | Notes |
| ---------------------------------------------- | ------------------ | --- |
| Variations for flute                           | (1967)             | |
| Space Model for percussion                     | (1971–75)          | |
| Stress for percussion & tape                   | (1972)             | |
| Arabesque for harp                             | (1972)             | |
| Touracou for harpsichord                       | (1974)             | |
| Farewell Souvenir for piano                    | (1975)             | |
| Recitativo, Arioso and Toccata for Violin      | (1969–75)          | |
| Two Poems for tuba                             | (1975)             | |
| Quodlibet for double-bass and prerecorded tape | (1976)             | |
| Six Bagatelles for harp                        | (1979)             | |
| Graffito for marimba                           | (1988)             | Encarregada per Nebojsa Jovan Zivkovic. Estrena: European Percussion Congress, Germany. Recordings: CD, "Nebojsa Zivkovic, "Percussion made in Europe, VOlume 1" Edition Musica Europea, Alemanya |
| Hommage a I.J. Paderewski for piano            | (1992)             | Estrena: 1992, Washington, D.C., Jerzy Stryjniak |
| Spider Walk for percussion                     | (1993)             | Dedicada a Stanisław Skoczyński. Estrena: November 10, 1993, Columbus, Ohio, USA, Stanisław Skoczyński                                                                                            |
| Elegia: in Memoriam John Paul II for viola     | (2005)             | Estrena: 2005, Rekyavik, Islàndia, Michael Hall |

### Treballs multimèdia
| Títol                                               | Data de Composició | Notes |
| --------------------------------------------------- | ------------------ | --- |
| Soirée Snobe Chez La Princesse Instrumental Theatre | (1979)             | Per a 2 instruments de teclat, cinta preenregistrada, mims i il·luminació. Encarregada i estrenada l’any 1979 per Annette Sachs i Piotr Lachert, Théâtre Européen de Musique Vivante, Brussel·les, Bèlgica. |

| Títol                                                      | Data de Composició | Notes |
| ---------------------------------------------------------- | ------------------ | --- |
| Suite Variée for percussion (4) and piano                  | (1965)             | |
| Little Mosaic for percussion ensemble                      | (1968)             | |
| Little Mexican Fantasy for percussion and piano            | (1971)             | Arranjament d'una canço folk mexicana |
| Tunes from Many Countries of the World                     | (1977)             | Arranjament d'una cançó infantil per percussió i altres instruments |
| Journeys into Space for Piano in two volumes               | (1978)             | Un set de 19 miniatures |
| Music of Five Steps for two flutes and percussion ensemble | (1979)             | 12 de juliol de 1980, a càrrec dels alumnes de l’Escola Primària de Música E. Mlynarski de Varsòvia, Polònia, durant el XIV Congrés Mundial de l’ISME.                                                                                                   |
| Miniatures for piano                                       | (1982)             | 14 miniatures |
| Four Seasons for Four Hands                                | (1984)             | 12 peces per Piano 4 mans |
| Silver Threads and Other Songs for Children                | (1986)             | Per a veu, cor i percussió en diverses combinacions, amb poesia de Josef Czechowicz, en polonès. |
| Musical Alphabet for two pianos                            | (1985–86)          | Un set de 22 peces, principalment dances de l'A a la Z |
| Mister Marimba- children's opera in 3 acts                 | (1992–95)          | Solistes, cor infantil i orquestra. Sobre el llibret de la lletrista polonesa Agnieszka Osiecka; en polonès i també en anglès. Escrita per a l’Òpera Nacional de Varsòvia, Polònia. Primera interpretació: novembre de 1997, Òpera Nacional de Varsòvia. |
| Magic Doremik- children's opera in 2 acts                  | (2007)             | Solistes, cor infantil i orquestra. Sobre un llibret de la compositora. Escrita per a l’Òpera Nacional de Varsòvia, Polònia. Primera interpretació: 2008, Òpera Nacional de Varsòvia.                                                                    |